# Double pédale
Ne doit pas être confondu avec Double pédalage.

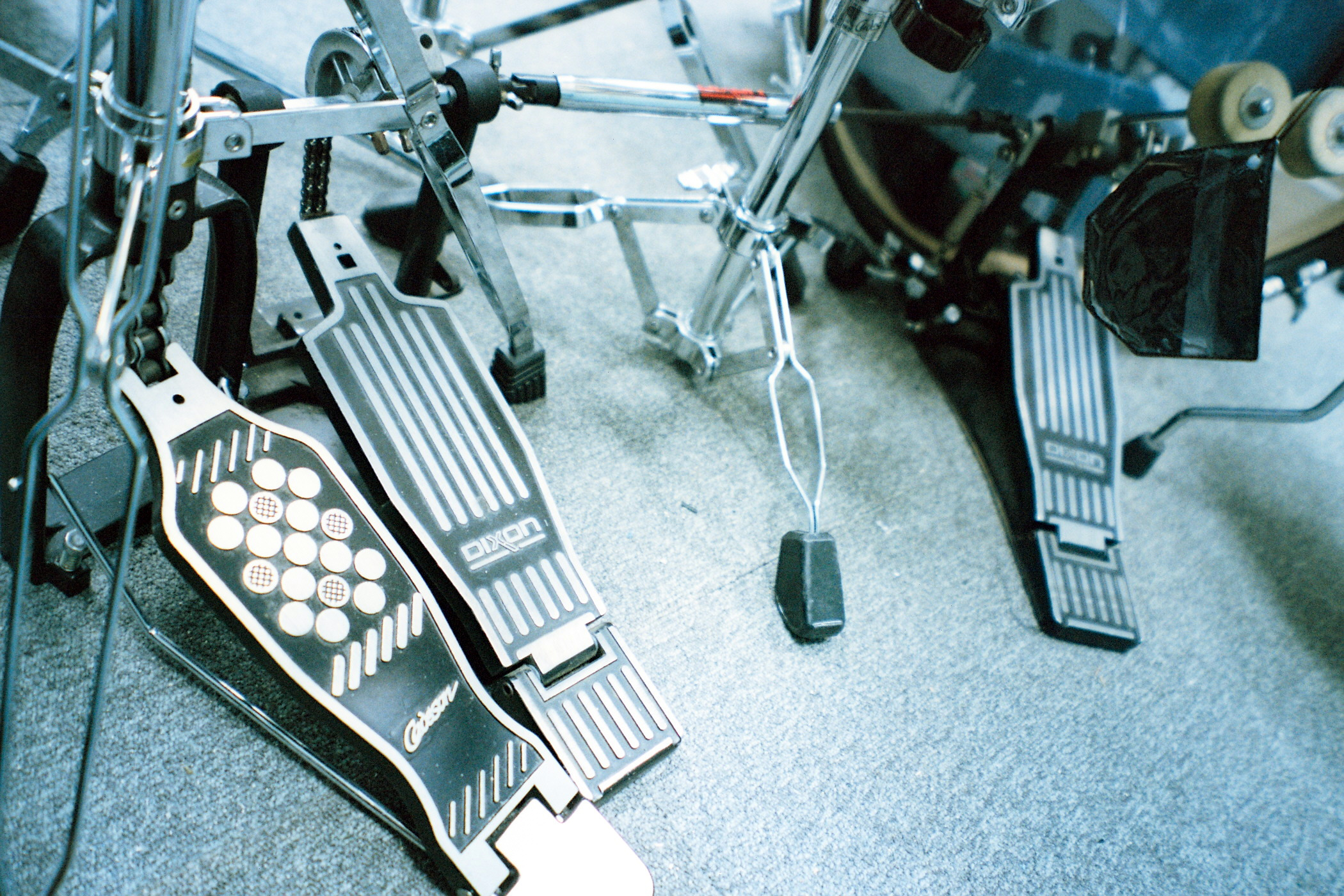
Double pédale Dixon, pédale de charleston et pied de caisse claire.

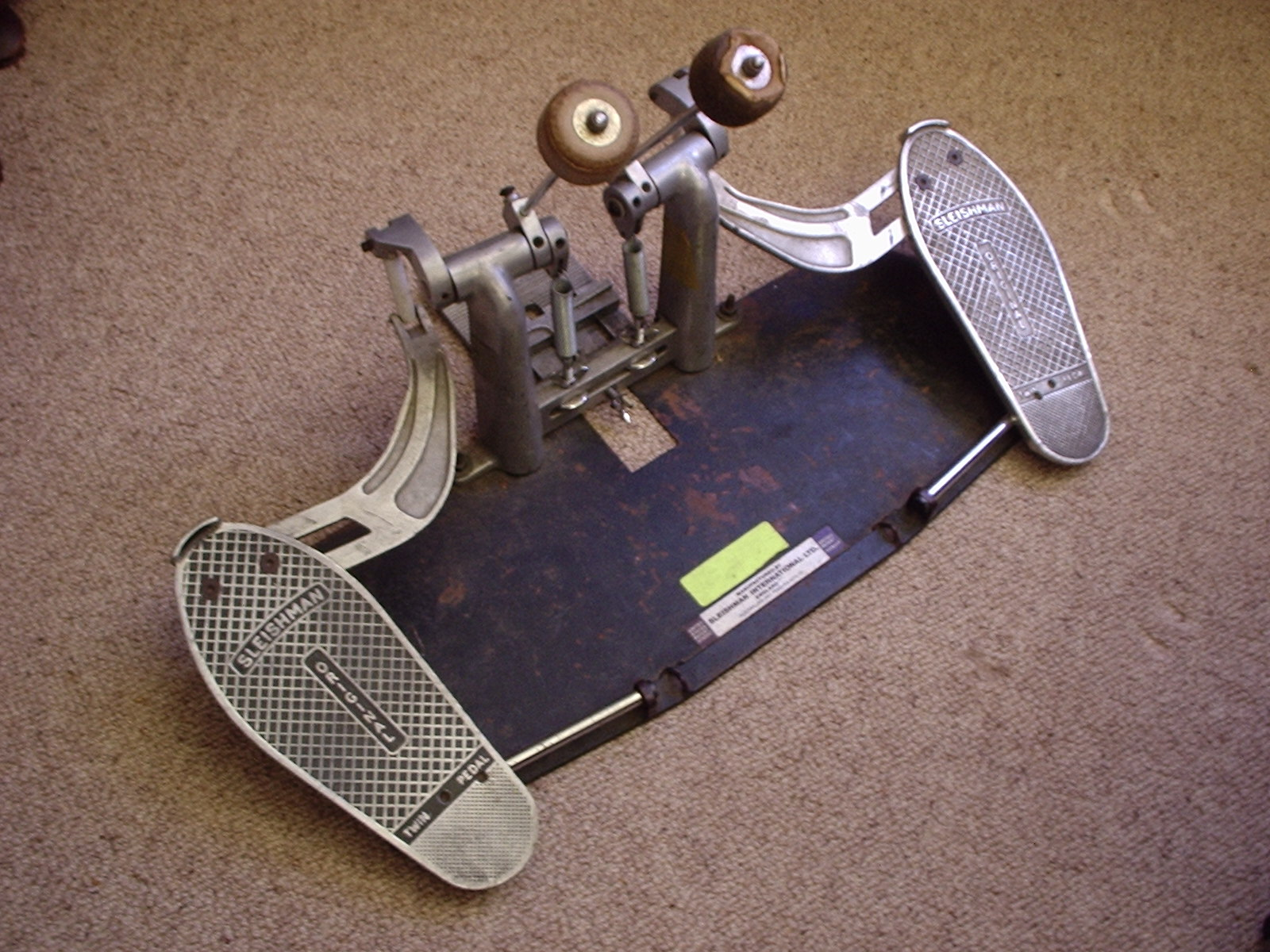
Double pédale Sleishman.

La double pédale est un élément permettant de jouer plus rapidement des instruments de percussions (par ex. de la grosse caisse) avec ses deux pieds.

## Histoire
Dans le rock contemporain, la double pédale est souvent utilisée pour frapper la grosse caisse, ce qui permet d'en jouer avec les deux pieds et de la frapper deux fois plus souvent qu'en jouant avec une seule pédale. La double pédale a été inventée pour remplacer économiquement deux grosses caisses.
Le plus souvent utilisé dans diverses sous-genres du heavy metal. Le jeu à l'aide d'une double pédale est à l'origine d'un phénomène tel que le blast beat dans les genrez extrêmes black metal, death metal, deathcore et grindcore.

## Mécanisme
Le mécanisme de la pédale est constitué de deux pédales, reliées par une double pédale, au bout desquelles se trouvent des marteaux qui frappent le plastique de la grosse caisse.
La configuration la plus courante est une pédale droite « maîtresse » avec deux cloches, et une pédale gauche reliée par un axe. Pour les batteurs gauchers, il existe des configurations en miroir, avec les cloches à gauche. Il existe également des configurations symétriques, dans lesquelles les pédales sont équidistantes des cloches.
Il existe une pédale unique avec deux cloches, ce qui lui permet d'agir partiellement comme une double pédale appelé The Duallist. Il existe également un modèle séparé à trois cloches.